# Ulla Sjöblom
Ulla Sjöblom (ur. 11 maja 1927 w Sztokholmie, zm. 3 sierpnia 1989 tamże) – szwedzka aktorka filmowa i piosenkarka. Na przestrzeni lat 1952 – 1988 wystąpiła w 50 produkcjach.

## Filmografia
- Karin, córka Mansa (Karin Månsdotter) (1954)
- Dzikie ptaki (Vildfåglar) (1955)
- Twarz (Ansiktet) (1958)
- Rötmånad (1970)
- Gangsterfilmen (1974)
- Lot orła (Ingenjör Andrées luftfärd) (1982)
- Åke i jego świat (Åke och hans värld) (1984)